# Wapen van Geulle

Het wapen van Geulle

Het wapen van Geulle werd op 12 maart 1941 verleend per besluit van de Secretaris-Generaal van het Departement van Algemene Zaken aan de Nederlands Limburgse gemeente Geulle. Het wapen bleef tot 1 januari 1982 in gebruik, die dag ging de gemeente Geulle op in de nieuwe gemeente Meerssen.

## Blazoenering
De blazoenering van het wapen luidt als volgt:
Gedeeld; I in zilver een omgewende dubbelstaartige leeuw van keel, getongd, genageld en gekroond van goud; II gedwarsbalkt van zilver en keel van acht stukken en over alles heen een dubbelstaartige leeuw van sabel, gekroond en genageld van goud en getongd van keel. Het schild gedekt met een gouden kroon van drie bladeren en twee paarlen.
Het wapen is gedeeld in twee staande helften. Het eerste (heraldisch recht, voor de kijker links) is van zilver met daarop een staande rode leeuw. De leeuw heeft twee staarten, een gouden kroon en gouden nagels. De leeuw staat niet naar de rand van het schild, maar naar het midden. Op de linker helft (voor de kijker rechts) staat een zwarte leeuw. Ook deze leeuw heeft een gouden kroon en gouden nagels. Het veld bestaat nu echter uit acht afwisselend zilveren en rode balken. Officieel mogen kleuren elkaar niet raken in de heraldiek, laat staan dat rood op rood toegestaan zou zijn, maar omdat het een lichaamsdeel betreft is het in dit geval wel toegestaan. Het schild wordt gedekt door een gravenkroon.

## Herkomst
Het wapen is een samenstelling van twee familiewapens. Het rechterdeel, voor de kijker links, is het wapen van Valkenburg. De heren van Valkenburg waren ook de eerste eigenaren van Geulle. Het linkerdeel toont het wapen van de familie Van Hoensbroek, vergelijk ook het wapen van Hoensbroek, de eerste eigenaren van de heerlijkheid Geulle.
Ambt Montfort
· Amby
· Amstenrade
· Arcen en Velden
· Baexem
· Beegden
· Beek
· Belfeld
· Bemelen
· Berg en Terblijt
· Bingelrade
· Bocholtz
· Borgharen
· Born
· Broekhuizen
· Broeksittard 
· Buggenum
· Bunde
· Cadier en Keer
· Echt 
· Eijsden
· Elsloo
· Eygelshoven
· Geleen
· Gennep
· Geulle
· Grathem
· Grevenbicht
· Gronsveld
· Grubbenvorst
· Gulpen 
· Haelen
· Heel
· Heel en Panheel
· Heer
· Helden
· Herten
· Heythuysen
· Hoensbroek
· Horn
· Horst
· Houthem
· Hulsberg
· Hunsel
· Itteren
· Jabeek
· Kessel
· Klimmen
· Limbricht
· Linne
· Maasbracht
· Maasbree
· Maasniel
· Margraten
· Meerlo
· Meerlo-Wanssum
· Meerssen
· Meijel
· Melick en Herkenbosch
· Merkelbeek
· Mheer
· Montfort
· Munstergeleen
· Neer
· Neeritter
· Nieuwenhagen
· Nieuwstadt
· Noorbeek
· Nuth
· Onderbanken
· Obbicht en Papenhoven
· Ohé en Laak
· Oirsbeek
· Ottersum
· Oud-Valkenburg
· Oud-Vroenhoven
· Posterholt
· Roggel
· Roggel en Neer
· Roosteren
· Schaesberg
· Schimmert
· Schinnen
· Schinveld
· Sevenum
· Simpelveld
· Sint Geertruid
· Sint Odiliënberg
· Sint Pieter
· Sittard
· Slenaken
· Spaubeek
· Stramproy
· Stevensweert
· Susteren
· Swalmen
· Tegelen
· Thorn
· Ubach over Worms
· Ulestraten
· Urmond
· Valkenburg
· Vlodrop
· Wanssum
· Wessem
· Wijlre
· Wijnandsrade
· Wittem